# Francisco Becerra
Francisco Becerra, född omkring 1545, död 1605, var en spansk arkitekt.
Becerra var först verksam i Spanien, därefter i Amerika, där han utförde ett flertal stora byggnadsverk, katedraler med mera, både i Syd-, Mellan- och Nordamerika, bland annat La Puebla de Los Angeles, i Quito och i Lima.